# Hitch-22
Hitch 22. Le mie memorie è un libro autobiografico di Christopher Hitchens, pubblicato in Italia nel 2012 dalla casa editrice Einaudi e originariamente nel maggio 2010 da Atlantic Books nel Regno Unito e nel giugno 2010 da Twelve, marchio della Hachette Book Group negli USA; è stato successivamente nominato per il Premio National Book Critics Circle Award.
Il tour internazionale previsto per la promozione del libro nel giugno stesso, fu interrotto durante la tappa americana quando l'autore dichiarò di avere un cancro all'esofago, con metastasi ai linfonodi e ai polmoni. Tramite l'editore del libro e la rivista Vanity Fair di cui è stato un redattore regolare, Hitchens annunciò: "Mi dispiace di aver dovuto cancellare così tanti impegni con un così breve preavviso."

## Descrizione
Hitchens inizialmente trovò il libro difficile da scrivere: "L'ho trovato incredibilmente difficile. Di solito, quando scrivo, sto sostenendo una tesi o discutendo un caso. Inoltre, quando sto scrivendo, cerco di vedere quanto posso impacchettare in 5000 parole su un dato argomento. Ma qui c'è un soggetto che conosco troppo." Tuttavia alla fine ha prodotto un manoscritto due volte la lunghezza della versione pubblicata.

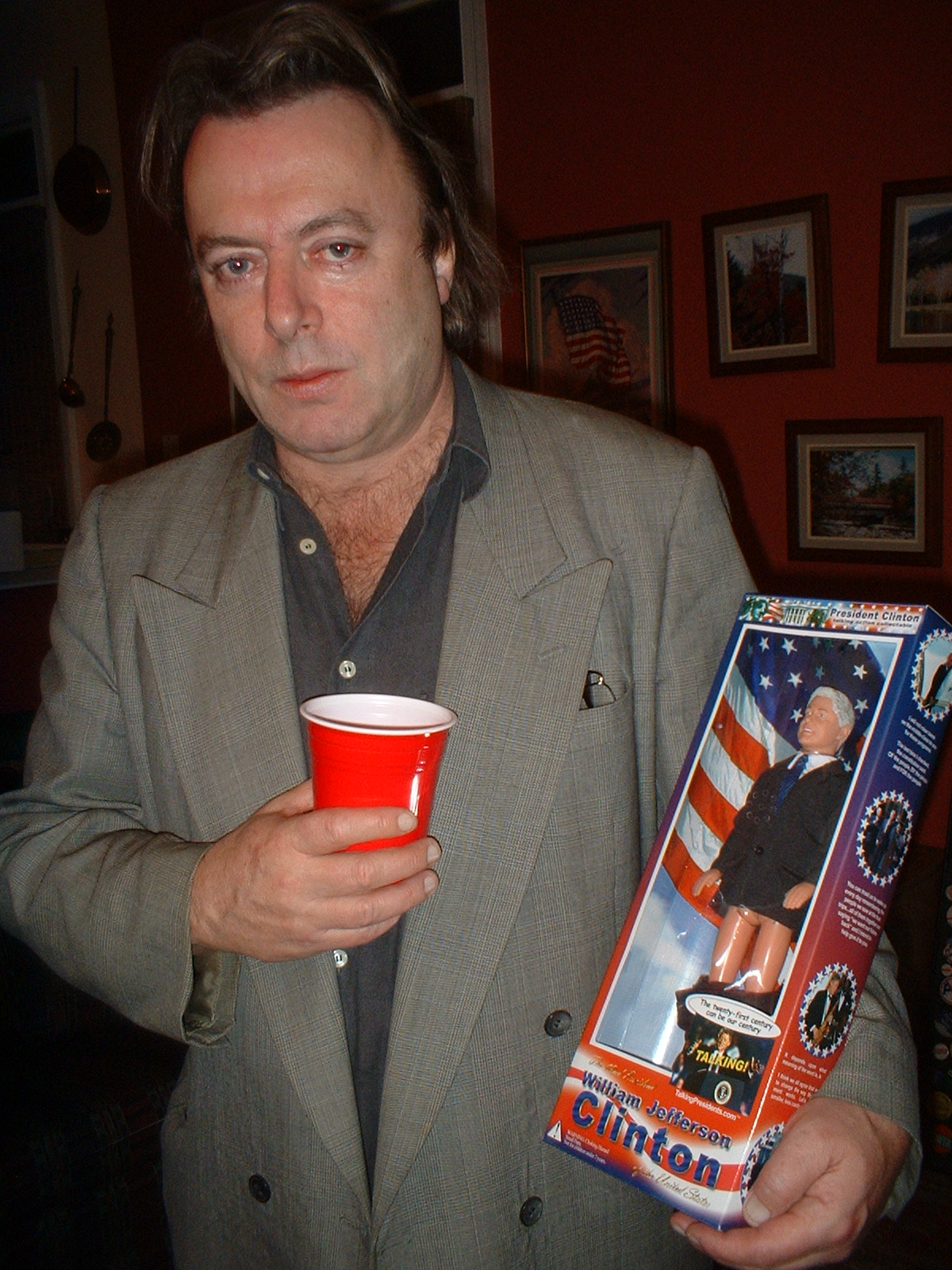
Hitchens nel 2004, mentre mostra un "Bill Clinton" di plastica con evidente satira del caso Lewinsky

Hitchens ha usato il suo libro di memorie per discutere di diversi episodi che sono stati poi riportati da vari recensori e dai mass media come degni di nota per la loro natura rivelatrice: come contemporaneo all'Università di Oxford dell'allora studente Bill Clinton (che in seguito divenne presidente statunitense), sapeva che il diniego di Clinton di "aver usato marijuana ma di non averla aspirata" si fondava sulla scusa della sua allergia al fumo, ma Hitchens afferma anche che il consumo di quella droga da parte di Clinton avveniva mediante "biscotti e pasticcini"; che Martin Amis, durante la stesura del suo romanzo Money, visitò insieme a Hitchens un bordello di New York in modo che il primo potesse descrivere l'esperienza; che durante un incontro ad un ricevimento con l'allora Primo Ministro britannico, Margaret Thatcher, questa procedette a "sculacciare Hitchens direttamente sulle chiappe" e a chiamarlo "bimbo cattivo!"; e che, durante la sua permanenza all'Università di Oxford, fece sesso con due uomini che in seguito divennero parlamentari conservatori nel governo di Margaret Thatcher.

## Nuova Prefazione

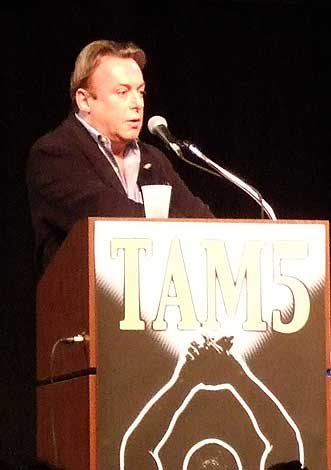
Christopher Hitchens allAmazing Meeting 5 (Las Vegas, 20 gennaio 2007)

L'edizione tascabile del libro, pubblicata nel 2011, presenta da una nuova prefazione di Hitchens, che cita il suo cancro appena diagnosticato: "Soffro di un cancro esofageo al quarto stadio," scrive, "e non ce n'è un quinto." Aggiunge: "Spero che non sembri presuntuoso pensare che chiunque abbia probabilmente acquistato questa edizione tascabile del mio libro di memorie sappia che è stato scritto da uno che, senza apprezzarlo a suo tempo, è diventato seriamente e forse mortalmente malato... Quando il libro fu pubblicato, io avevo appena compiuto sessantuno anni. Sto scrivendo questo in un momento in cui, secondo i miei medici, non posso essere certo di celebrare un altro compleanno."

## Ricezione critica
I commenti della critica includono una recensione di Dwight Garner sulla rivista libraria del New York Times, che viene anche citata sulla copertina del libro stesso. "Elettrico ed elettrizzante... Ha la mente come un coltello svizzero, pronto a tagliare o a smontare gli argomenti dell'oppositore con un colpo di mano." e dal giornalista Alexander Waugh dello The Spectator, "È una narrazione affascinante, divertente, triste, incisiva e grave..." Dalla stampa italiana: "Hitchens attraversa gli ultimi quarant'anni di storia delle idee a passo di carica, disseminando il suo percorso di critiche feroci a tutti gli ismi sopravvissuti all'èra delle ideologie, ma anche di saggi sul rapporto tra potere e religione, e sull'importanza fondamentale della critica e del dissenso", e poi: "Tra aneddoti e ritratti al vetriolo di celebri personalità del mondo politico e culturale, da Henry Kissinger a Madre Teresa, da Martin Amis a Noam Chomsky, l'autore riversa in questo libro una quantità di materiali, idee, storie personali e collettive che si incontra, forse, soltanto nei grandi romanzieri dell'Ottocento.